# Johannesgården (kyrka)
Johanneskyrkan (tidigare Johannesgården) är stadsdelskyrkan på Hovshaga i Växjö. Den ingår i Växjö stads- och domkyrkoförsamling. Kyrkan invigdes 1993 av biskop Jan Arvid Hellström. Kyrkan är byggd i modern stil och rymmer gudstjänstlokal såväl som administrativa och sociala utrymmen. Gudstjänster firas i regel söndag eftermiddag och under veckorna finns både barngrupper och körer.

## Bildgalleri

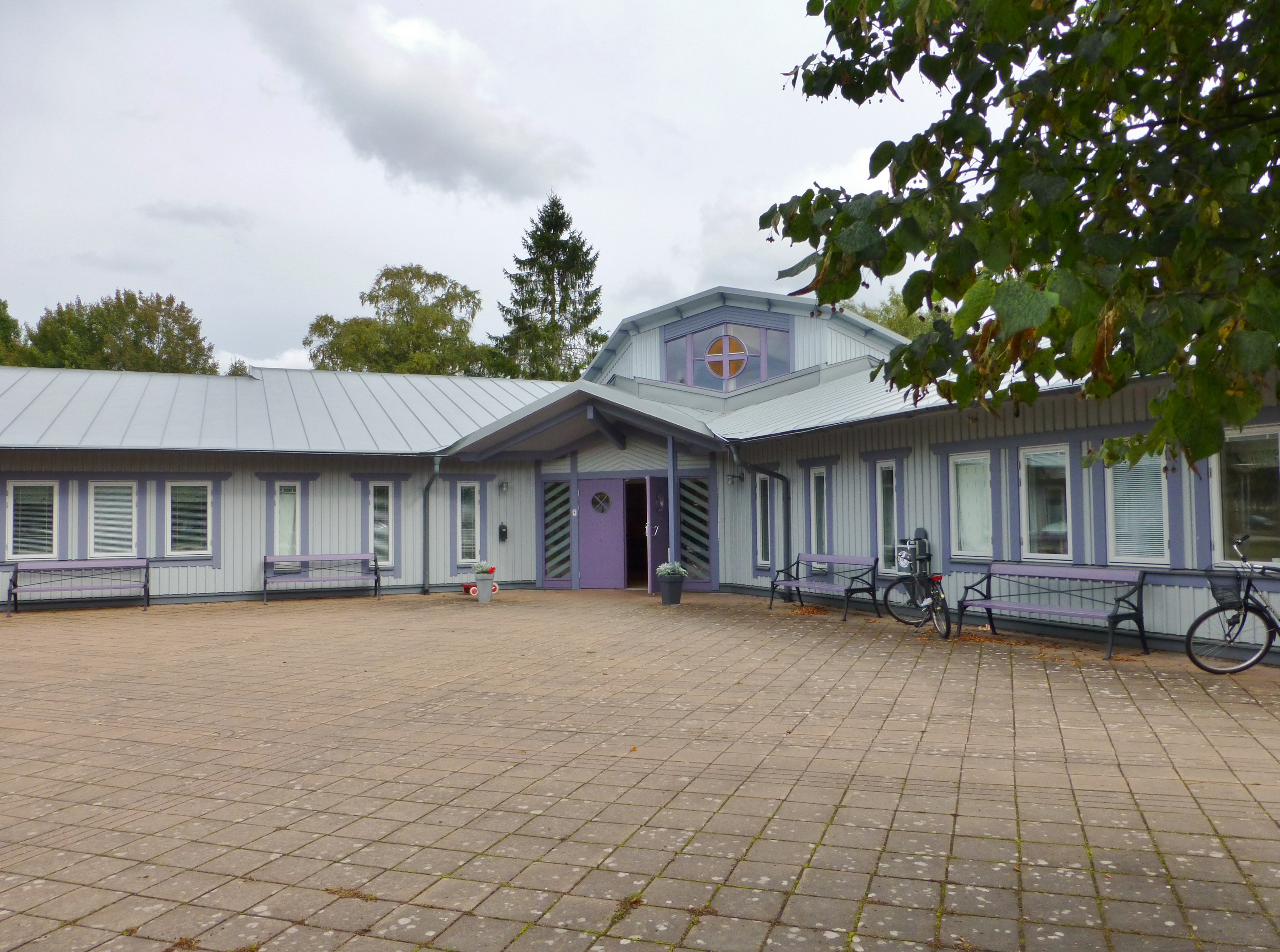
Kyrkans entré
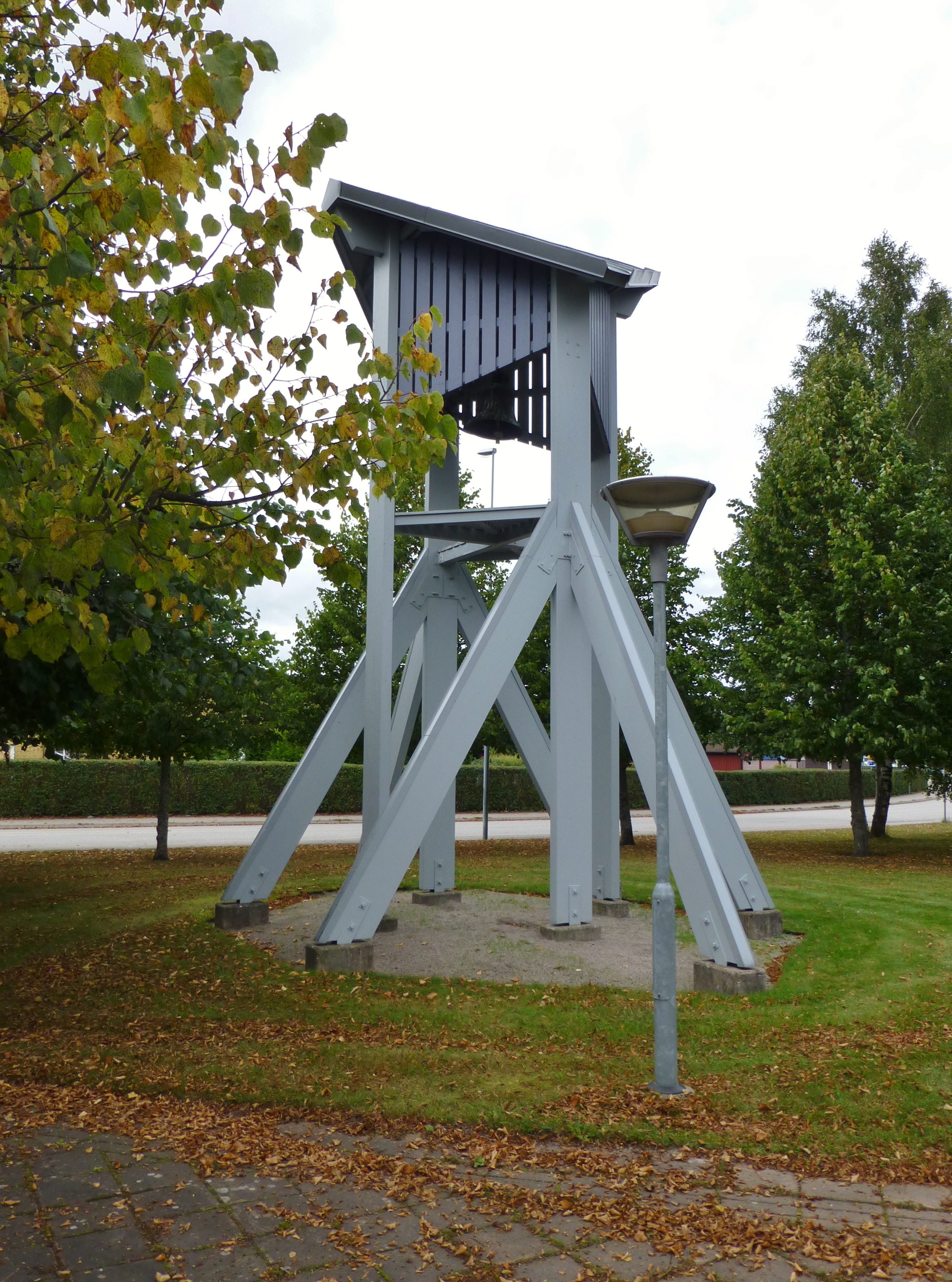
Klockstapeln
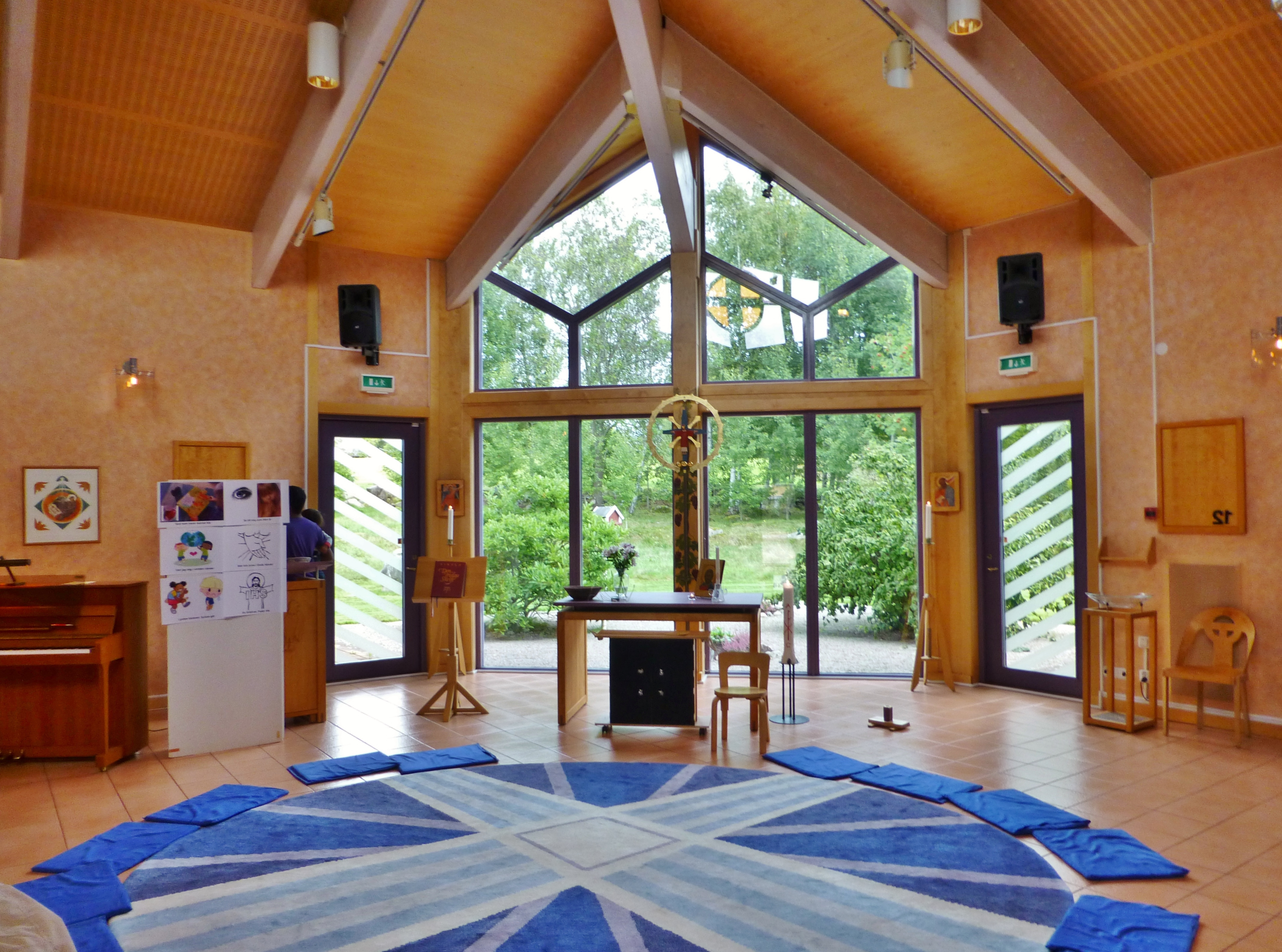
Kyrkorummet
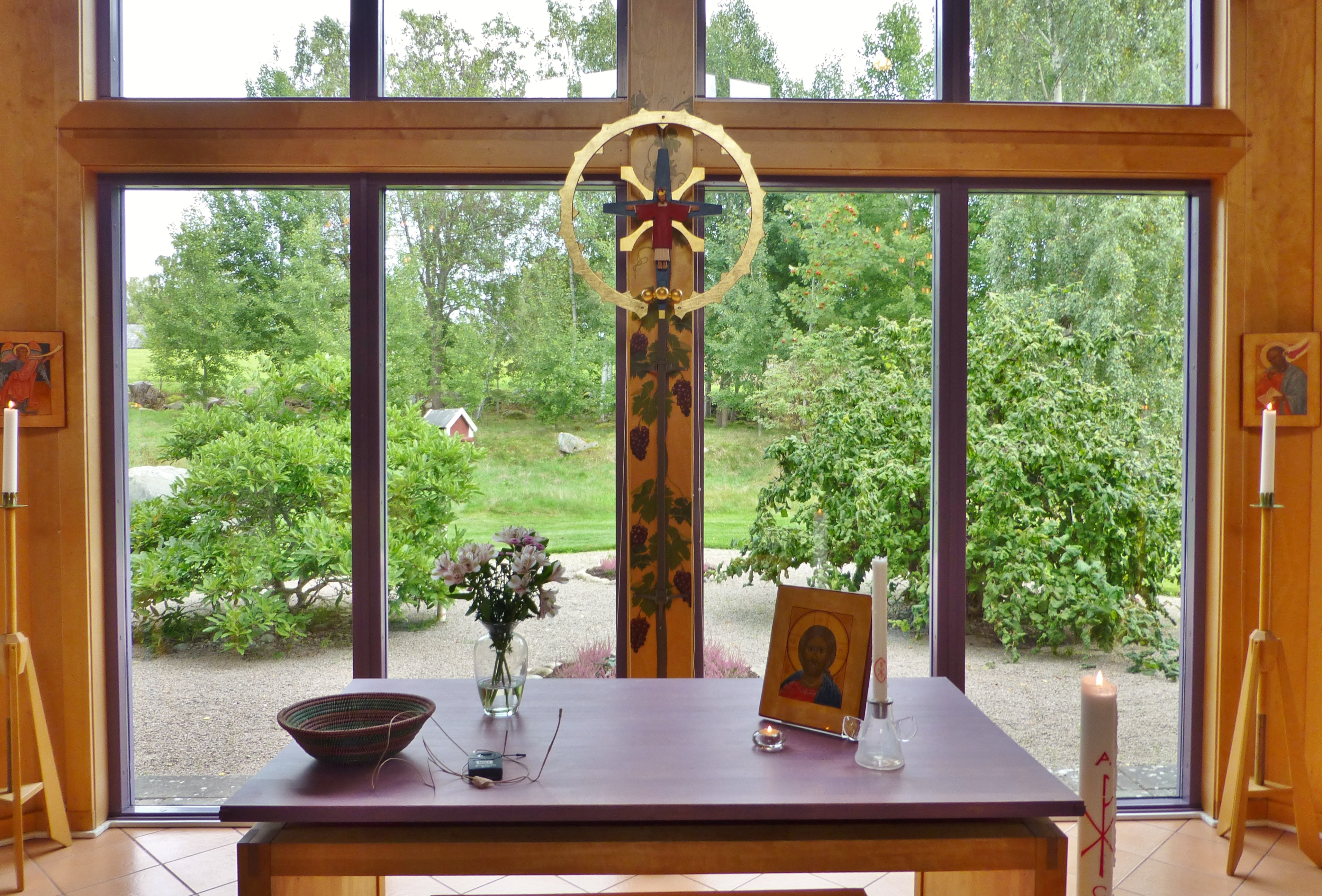
Altaret med korfönstret

## Webbkällor
- Orglar i Växjö

https://www.svenskakyrkan.se/vaxjo/johanneskyrkan